# Karangrejo (Ulubelu)
Karangrejo is een bestuurslaag in het regentschap Tanggamus van de provincie Lampung, Indonesië. Karangrejo telt 2774 inwoners (volkstelling 2010).